# It's a Man's World (álbum de Diana Trask)
It's a Man's World es un álbum de estudio de la cantante australiana de country Diana Trask. Fue publicado en noviembre de 1973 a través de Dot Records.

## Recepción de la crítica
Un escritor no especificado de la revista Cash Box declaró: “Diana es una de las fuerzas femeninas más nuevas en la escena country que muestra una cierta vitalidad vivaz que es incomparable. Después de todo, basta con contemplar su rostro angelical y la historia se desarrollará frente a tus ojos paralizados. El nuevo álbum de Diana es un LP con una gran cantidad de material que incluye su sencillo recién lanzado «When I Get My Hands on You». También se incluyen en este paquete de premios los dos últimos sencillos destacados de Diana, «It's a Man's World (If You Had a Man Like Mine)» y «Say When». La capacidad de Diana para tocar una canción con su gracia inimitable hace que su interpretación musical sea realmente especial”. Un escritor no especificado de la revista Billboard comentó: “La portada de este LP es suficiente por sí sola para venderlo, pero por dentro Diana hace un trabajo magistral al cantar su estilo soul-country, antiguo y nuevo. Es algo hermoso”.

## Lista de canciones
| Lado uno |                                                   |                                         |          |  |
| N.º      | Título                                            | Escritor(es)                            | Duración |  |
| 1.       | «It's a Man's World (If You Had a Man Like Mine)» | Carmol Taylor Glenn Sutton Norro Wilson | 2:36     |  |
| 2.       | «Say When»                                        | Taylor Dottie Bruce Wilson              | 2:06     |  |
| 3.       | «Till I Get It Right»                             | Larry Henley Red Lane                   | 2:30     |  |
| 4.       | «Soul Song»                                       | Billy Sherrill George Richey Wilson     | 2:20     |  |
| 5.       | «Shadow of My Man»                                | Linda Hargrove                          | 2:14     |  |
| 6.       | «World of the Missing»                            | Taylor Diana Trask Wilson               | 2:46     |  |

| Lado dos |                                              |                      |          |  |
| N.º      | Título                                       | Escritor(es)         | Duración |  |
| 1.       | «When I Get My Hands on You»                 | Taylor Trask Wilson  | 2:47     |  |
| 2.       | «(If You Wanna Hold On) Hold on to Your Man» | Trask Tom Ewen       | 2:10     |  |
| 3.       | «Love Lives Again»                           | Taylor Richey Wilson | 3:06     |  |
| 4.       | «Teddy Bear Song»                            | Don Earl Nick Nixon  | 3:32     |  |
| 5.       | «Alone Again Naturally»                      | Gilbert O'Sullivan   | 3:24     |  |

## Créditos y personal
Créditos adaptados desde las notas de álbum de It's a Man's World.
Personal técnico
- Norro Wilson – productor
- Cam Mullins – arreglos de cuerda
- Ron Reynolds – ingeniero de audio
- Lou Bradley – ingeniero de audio
- Charlie Tallent – ingeniero de audio

## Posicionamiento

### Gráfica semanal
| Gráfica (1974)                                    | Pico de posición |
| ------------------------------------------------- | ---------------- |
| Estados Unidos (Billboard Hot Country LPs)        | 25               |
| Estados Unidos (Cash Box Top Country Albums)      | 8                |
| Estados Unidos (Record World Country Album Chart) | 27               |

### Gráfica de fin de año
| Gráfica (1974)                               | Pico de posición |
| -------------------------------------------- | ---------------- |
| Estados Unidos (Cash Box Top Country Albums) | 81               |